# Örmény kolostorok Iránban
Az örmény kolostorok (Szent Tádé kolostor, Szent István kolostor, Dzordzor kápolna) Irán északnyugati részén, zord hegyeinek néptelen, kopár, elzárt völgyeiben fekvő három monumentális középkori örmény templomerőd. 2008. július 6-tól az UNESCO Világörökség részei.

## Elhelyezkedés
A kolostorok Örményország jelenlegi határaitól távol, jelenleg túlnyomórészt mohamedánok lakta régióban találhatók. A nagyságukat tekintve egészen egyedülálló építmények a hajdani örmény fennhatóságú régió közepén épültek, azonban a kora középkor óta Iránhoz tartoznak. A Szent István kolostor Joulfától északnyugatra, az azerbajdzsáni határ közelében található, míg a másik két építmény Makutól délre áll.

## A kolostorok története

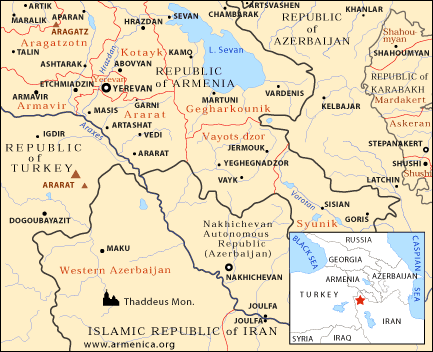

A kopár hegyek között fekvő, mára már elhagyottan álló kolostorok egykor a történelmi Örményország központi részéhez tartoztak; a Van-tótól keletre fekvő Vaspurakan tartományban épültek, mely évszázadokig önálló királyság, és az örmény nép bölcsője volt. A középkor végétől három nagyhatalom vette körül ezt a vidéket, mely megszerezni ugyan nem tudta, de mivel mindegyik tartott attól, hogy a másiknak szövetségeséül szolgálhat, ezért mindegyik a vidék szisztematikus elnéptelenítésére törekedett évszázadokon át.
1606-ban Nagy Abbász perzsa sah az örmény lakosságú Joulfa valamennyi örmény lakosát áttelepítette délebbre fekvő új fővárosába, Iszfahánba. Később a Kaukázust meghódító oroszok is az ország belsejébe telepítették át az örmény iparosokat és kereskedőket, az első világháború alatt pedig a törökök - az oroszok által támogatott kaukázusi örmény tartomány terjeszkedésétől tartva - irtották ki a történelmi Örményország milliós lakosságát. Ezért a környéket napjainkban kurd és azeri pásztorok és parasztok lakják, örmények csak kis számban élnek errefelé.

## Szent-Tádé kolostor

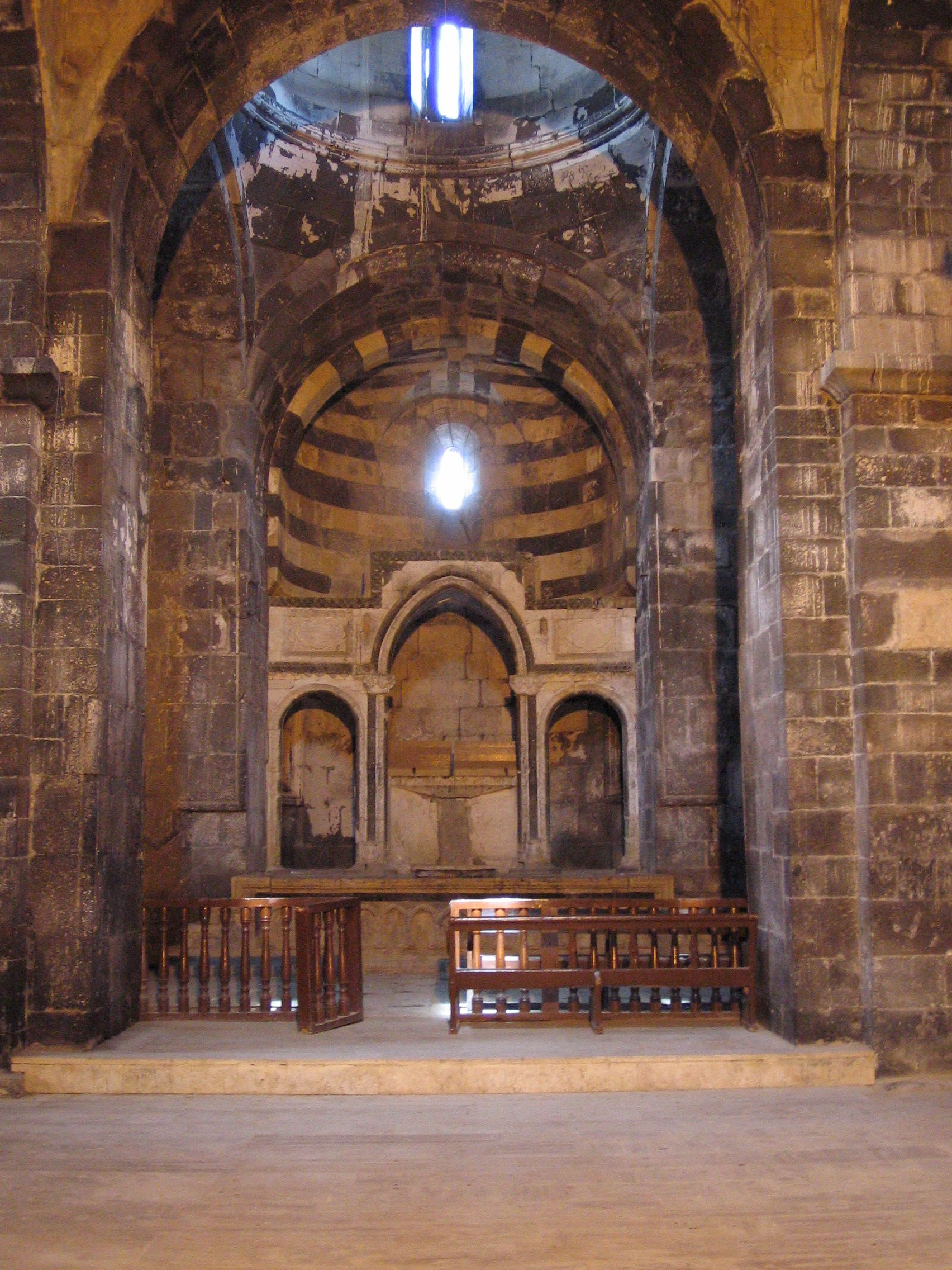
A Szent-Tádé kolostor belső kialakítása

Az örmény Szent Tádé-kolostor és templom Irán egyik legősibb keresztény temploma. A hagyomány szerint i. sz. 66-ban itt halt vértanúhalált Szent Tádé és Szent Bertalan apostol. Tiszteletükre emelték a 14. században ezt a templomot, melyet később több alkalommal is átépítettek és kibővítettek.
A kolostorerőd kopár hegyek közt fekszik, magas falakkal övezve, két kúpos, zömök tornya van. A kolostorerőd körül minden július elején összegyűlnek az örmény keresztények.

## Szent István kolostor

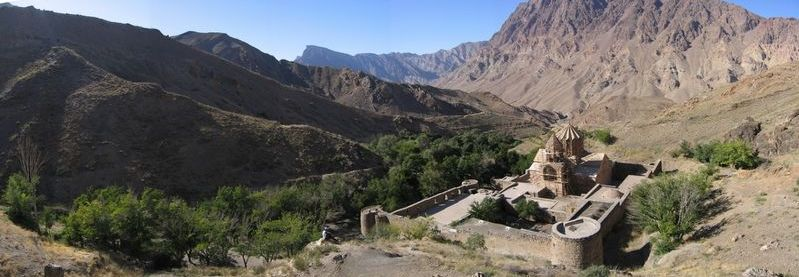
Szent István kolostor

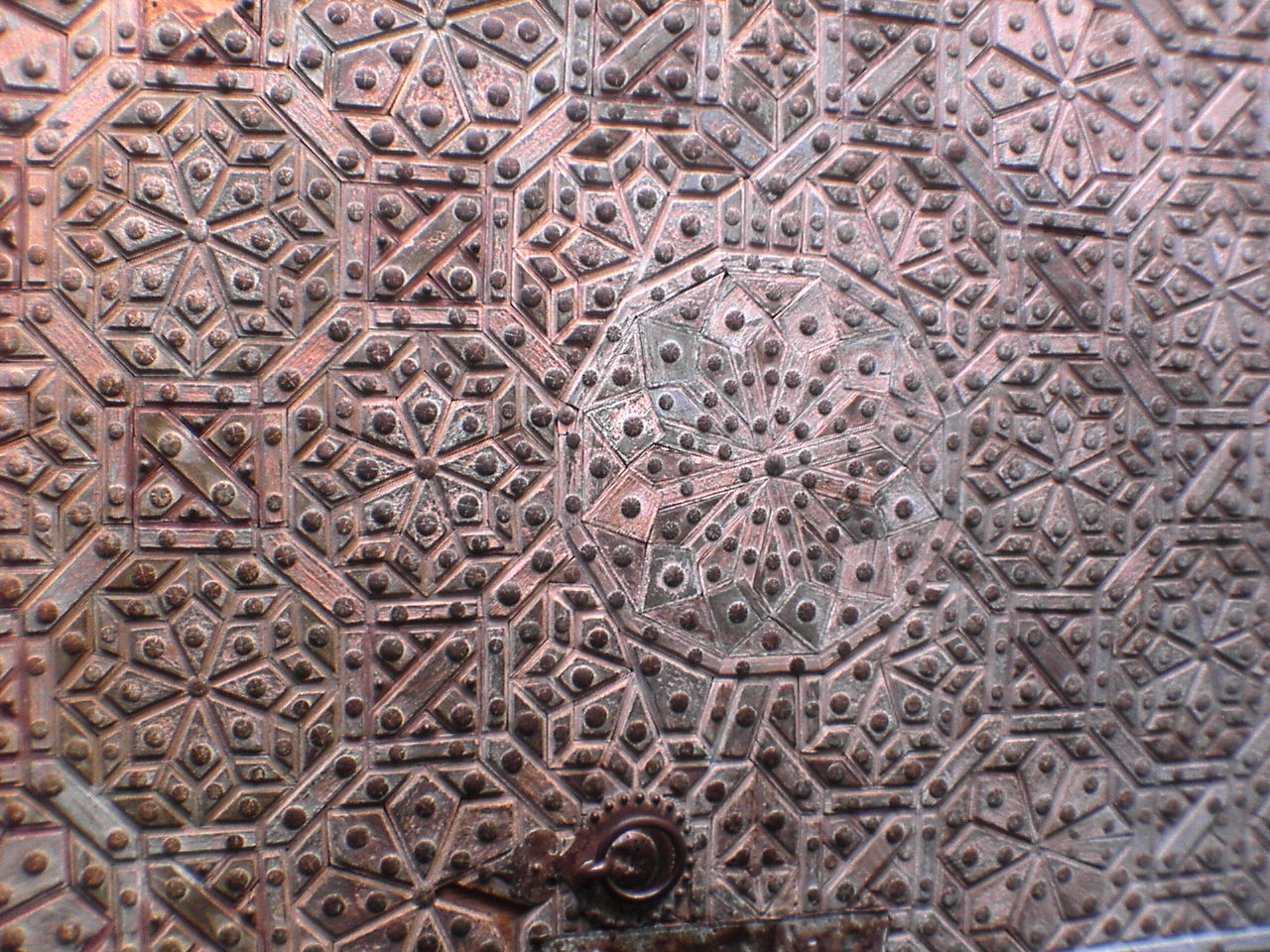
A kolostor régi ajtaja

A kolostor a 7. században épült, de alapítása ennél jóval korábbra tehető. A hagyomány szerint még Szent Bertalan apostol, Szent Tádé társa, az örmény egyház védőszentje alapította. Ragyogó színű, aranybarna kövei miatt a helyiek a templomot Qizil Kelisának, (arany templomnak) nevezik. A kolostor évszázadokon át volt a vidék kulturális központja. Máig számos kéziratot őriznek innen az iszfaháni múzeumban is.

## Dzordzor-kápolna

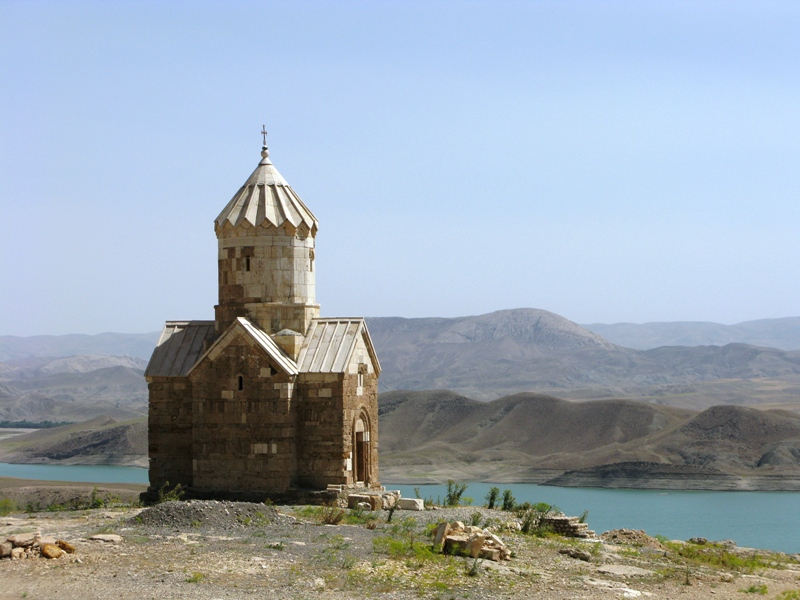
A Dzordzor kápolna

A kápolna a 10. század körül épült. Egykor kolostorerőd is tartozott hozzá, amely azonban az 1606-os örmény áttelepítés után lassan elpusztult. A leromlott állapotba került kápolna és a hozzá tartozó kolostorerőd nem a mai helyén állt egykor. A kápolnát 1986–1987-ben a közeli folyó duzzasztása miatt az iráni állam telepítette arrébb, mai helyére és újíttatta fel.